# 존 조지 케메니
존 조지 케메니(John George Kemeny, 헝가리어: Kemény János György 케메니 야노시 죄르지[*], 1926년 5월 31일 - 1992년 12월 26일)는 미국의 수학자이자 컴퓨터 과학자이다. 그는 1964년 토머스 유진 커츠와 함께 프로그래밍 언어 베이직을 개발한 것으로 유명하다.